# Assainvillers
Assainvillers est une commune française située dans le département de la Somme en région Hauts-de-France.

## Géographie

### Localisation
Assainvillers est un village picard situé au sein de la région naturelle du Santerre et du pays de l'Amiénois, limitrophe de l'Oise.
Limitrophe de Montdidier, la localité est située à 10 km au nord-est de Maignelay-Montigny, 16 km au sud-ouest de Roye, 27 km au nord-ouest de Compiègne, 38 km au sud-est d'Amiens et à 43 km au nord-est de Beauvais, à vol d'oiseau.
Le territoire de la commune est limitrophe de ceux de cinq communes.
Les communes limitrophes sont  Faverolles, Le Frestoy-Vaux, Montdidier, Piennes-Onvillers et Rubescourt.
[23:19]

### Hydrographie

#### Réseau hydrographique
La commune est située dans le bassin Artois-Picardie. Elle est drainée par la Cressonière.

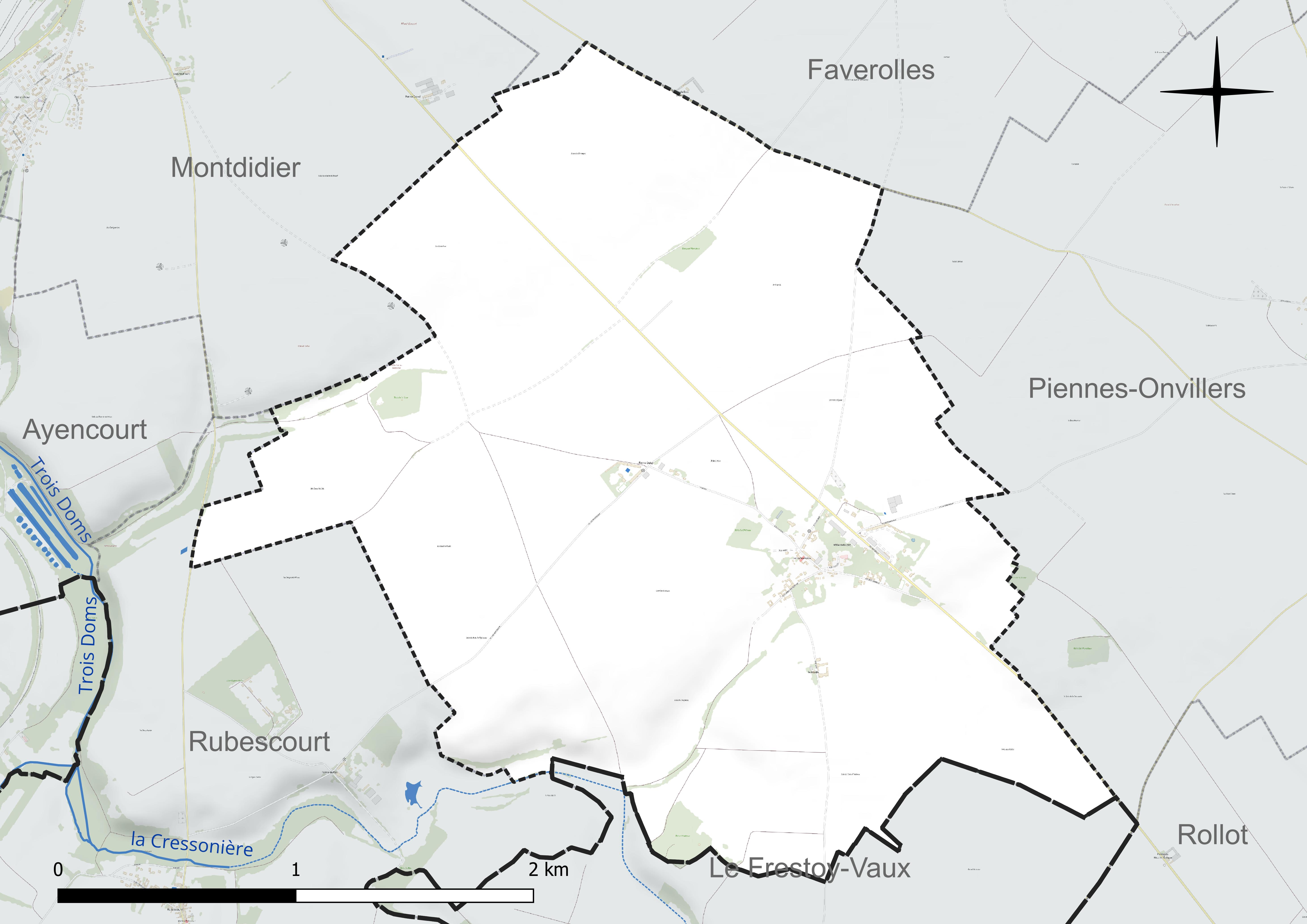
Réseau hydrographique d'Assainvillers.

#### Gestion et qualité des eaux
Le territoire communal est couvert par le schéma d'aménagement et de gestion des eaux (SAGE) « Somme aval et Cours d'eau côtiers ». Ce document de planification concerne un territoire de 1 835 km2 de superficie, délimité par le bassin versant de la Somme canalisée. Le périmètre a été arrêté le 29 avril 2010 et le SAGE proprement dit a été approuvé le 6 août 2019. La structure porteuse de l'élaboration et de la mise en œuvre est le syndicat mixte d'aménagement hydraulique du bassin versant de la Somme (AMEVA).
La qualité des cours d'eau peut être consultée sur un site dédié géré par les agences de l'eau et l'Agence française pour la biodiversité.

### Climat
Pour des articles plus généraux, voir Climat des Hauts-de-France et Climat de la Somme.
En 2010, le climat de la commune est de type climat océanique dégradé des plaines du Centre et du Nord, selon une étude du CNRS s'appuyant sur une série de données couvrant la période 1971-2000. En 2020, Météo-France publie une typologie des climats de la France métropolitaine dans laquelle la commune est exposée à un climat océanique et est dans la région climatique Nord-est du bassin Parisien, caractérisée par un ensoleillement médiocre, une pluviométrie moyenne régulièrement répartie au cours de l'année et un hiver froid (3 °C).
Pour la période 1971-2000, la température annuelle moyenne est de 10,5 °C, avec une amplitude thermique annuelle de 14,5 °C. Le cumul annuel moyen de précipitations est de 693 mm, avec 11,2 jours de précipitations en janvier et 8,2 jours en juillet. Pour la période 1991-2020, la température moyenne annuelle observée sur la station météorologique la plus proche, située sur la commune de Godenvillers à 5 km à vol d'oiseau, est de 11,1 °C et le cumul annuel moyen de précipitations est de 701,9 mm,. Pour l'avenir, les paramètres climatiques de la commune estimés pour 2050 selon différents scénarios d'émission de gaz à effet de serre sont consultables sur un site dédié publié par Météo-France en novembre 2022.
| Mois                                  | jan.             | fév.             | mars           | avril         | mai           | juin            | jui.           | août          | sep.          | oct.        | nov.            | déc.           | année      |
| ------------------------------------- | ---------------- | ---------------- | -------------- | ------------- | ------------- | --------------- | -------------- | ------------- | ------------- | ----------- | --------------- | -------------- | ---------- |
| Température minimale moyenne (°C)     | 1,1              | 1                | 2,6            | 4,3           | 7,7           | 10,6            | 12,5           | 12,4          | 9,8           | 7,3         | 4               | 1,7            | 6,3        |
| Température moyenne (°C)              | 3,9              | 4,5              | 7,4            | 10,2          | 13,7          | 16,8            | 19             | 18,9          | 15,6          | 11,7        | 7,3             | 4,4            | 11,1       |
| Température maximale moyenne (°C)     | 6,6              | 8                | 12,2           | 16,2          | 19,8          | 22,9            | 25,4           | 25,5          | 21,5          | 16,1        | 10,5            | 7              | 16         |
| Record de froid (°C) date du record   | −21,5 17.01.1985 | −13,1 18.02.1969 | −11 08.03.1971 | −4,5 07.04.13 | −2 03.05.1967 | −0,5 01.06.1975 | 3,3 05.07.1964 | 2 28.08.1974  | −2 25.09.1972 | −5 29.10.03 | −9,5 23.11.1998 | −15 31.12.1970 | −21,5 1985 |
| Record de chaleur (°C) date du record | 15,1 09.01.15    | 19,9 27.02.19    | 26,5 31.03.21  | 29 20.04.18   | 32 28.05.17   | 37,6 27.06.11   | 43 25.07.19    | 40,4 06.08.03 | 36,5 15.09.20 | 30 01.10.11 | 21,4 01.11.14   | 16,5 17.12.15  | 43 2019    |
| Précipitations (mm)                   | 59               | 49,5             | 49,3           | 45,9          | 61,3          | 59,9            | 60,5           | 64            | 50,2          | 63,2        | 60,4            | 78,7           | 701,9      |

## Urbanisme

### Typologie
Au 1er janvier 2024, Assainvillers est catégorisée commune rurale à habitat dispersé, selon la nouvelle grille communale de densité à sept niveaux définie par l'Insee en 2022.
Elle est située hors unité urbaine. Par ailleurs la commune fait partie de l'aire d'attraction de Montdidier, dont elle est une commune de la couronne,. Cette aire, qui regroupe 23 communes, est catégorisée dans les aires de moins de 50 000 habitants,.

### Occupation des sols
L'occupation des sols de la commune, telle qu'elle ressort de la base de données européenne d'occupation biophysique des sols Corine Land Cover (CLC), est marquée par l'importance des territoires agricoles (95,1 % en 2018), une proportion identique à celle de 1990 (95,1 %). La répartition détaillée en 2018 est la suivante : 
terres arables (90,9 %), zones urbanisées (4,9 %), zones agricoles hétérogènes (4,2 %). L'évolution de l'occupation des sols de la commune et de ses infrastructures peut être observée sur les différentes représentations cartographiques du territoire : la carte de Cassini (XVIIIe siècle), la carte d'état-major (1820-1866) et les cartes ou photos aériennes de l'IGN pour la période actuelle (1950 à aujourd'hui).

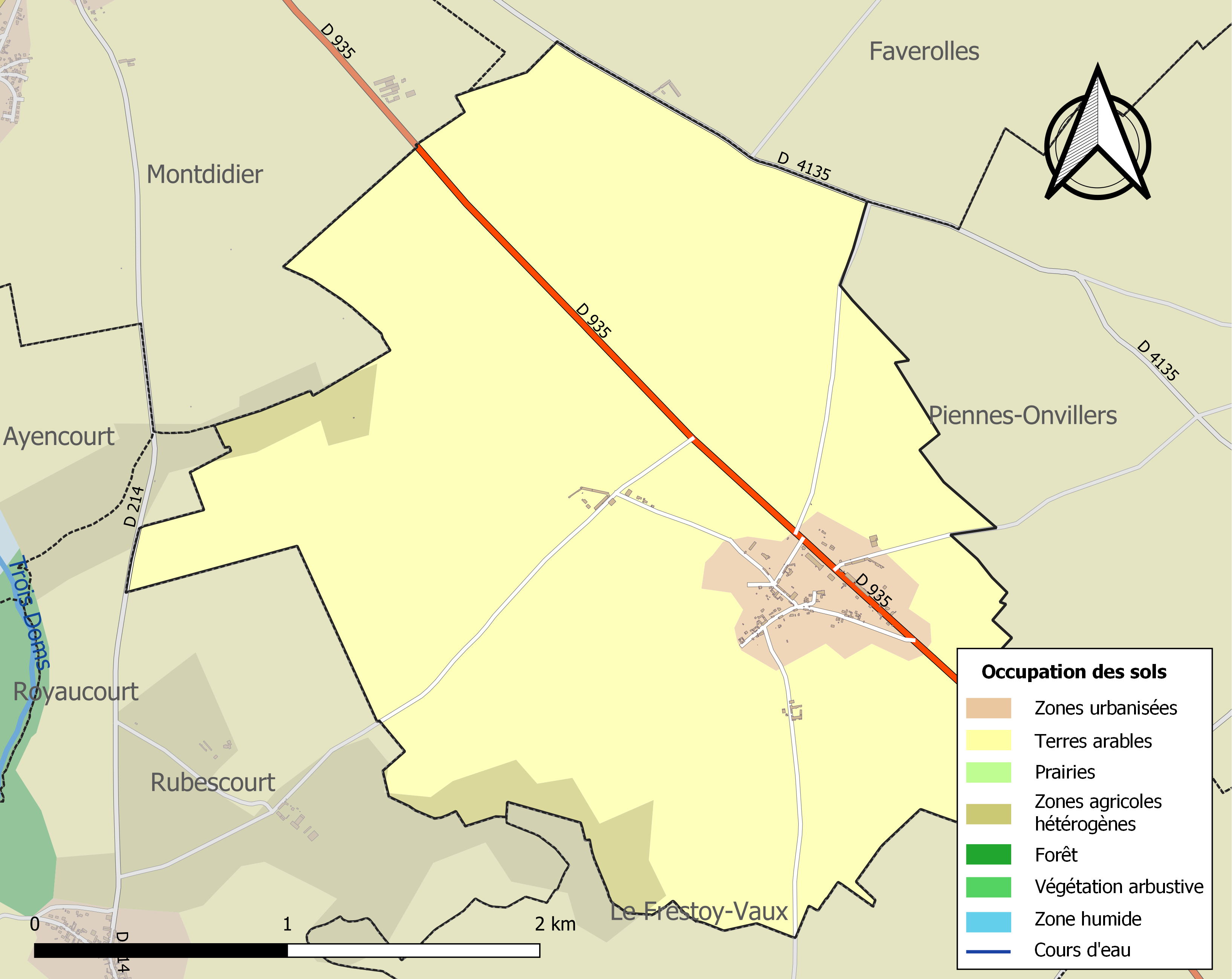
Carte des infrastructures et de l'occupation des sols de la commune en 2018 (CLC).

## Toponymie
Le nom de la localité est attesté sous les formes Ansinovillare en 775, Anseinvilier en 1207, Ansanvillier en 1668.
Sainvillé en picard.
La cellule originelle du village est probablement un domaine gallo-romain dont le maître était un certain Ansuinus. Villers est une déformation du latin Villa.

## Histoire
De nombreuses traces de fondations antiques ont été trouvées dans la commune.
En 1206, Obert d'Assainvillers fait don deux gerbes de dîmes aux Frères et Sœurs de l'Hôtel-Dieu de Montdidier.
La famille de Brouilly devient ensuite propriétaire du village et la transmet aux de Villequier, ducs d'Aumont, jusqu'à la Révolution, par mariage avec Olympe.
En 1861, on a trouvé près de la ferme du Deffoy une grande quantité de pièces d'or espagnoles à l'effigie de Philippe IV. Elles provenaient sans doute des troupes de Jean de Werth qui, lors de l'invasion espagnole, au XVIIe siècle, irrité par la résistance de Montdidier, vint s'établir avec 5 ou 6000 hommes entre cette ville et Assainvillers.
La chapelle Sainte-Geneviève, sur le fief de Lieuvillers, existait dès 1301 et fut détruite en 1786.

### Guerre de 1914-1918
Pendant la guerre de 1914-1918, le village fut occupé par les Allemands du 1er au 15 septembre 1914 et du 27 mars (jour du bombardement de Montdidier, à proximité immédiate d'Assainvillers) au 18 août 1918. Les habitants furent évacués par l'autorité militaire le 26 mars 1918, en conséquence de l'opération Michael lancée le 21 mars par l'Empire allemand. Le village fut complètement détruit.
Les réintégration des habitants se déroula courant 1919 et 1920. La commune comptait 191 habitants en 1914, deux au 15 janvier 1919, 65 au 1er janvier 1920, 89 au 1er décembre 1920, et 106 au recensement de 1921.
La habitants trouvèrent leur village en ruines. Sur les 77 maisons qu'il rassemblait en 1914, 65 avaient été complètement détruites, 12 partiellement et 2 seulement étaient immédiatement réparables.
La mairie-école et l'église furent reconstruites sur les plans d'Henri Robert, architecte à Paris. Les façades de la nouvelle église sont en pierre de Saint-Maximin (Oise). L'édifice s'étend sur une surface de 361 m². La sculpture a été confiée à Camille Garnier, sculpteur à Paris ; le chemin de croix et la peinture décorative à R. Sibertin-Blanc, artiste décorateur à Paris ; le mobilier (autels, confessionnal, statues, etc.) à Paul Croixmarie, également domicilié à Paris.
Quatorze noms sont inscrits au monument aux morts, neuf militaires et cinq victimes civiles.

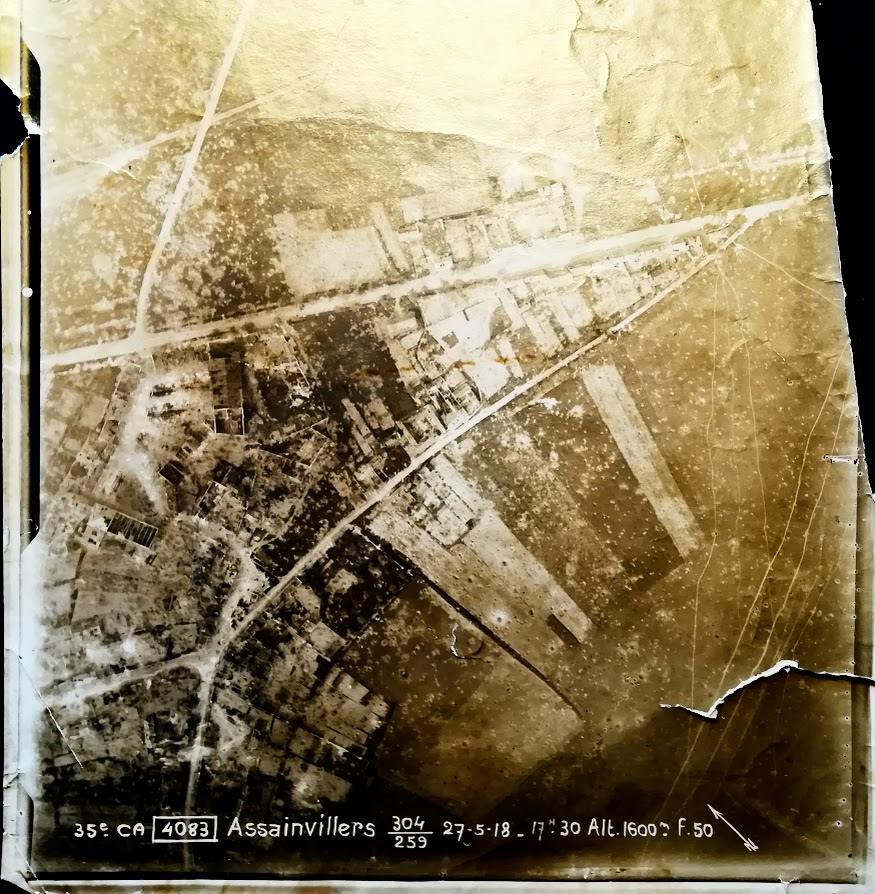
Photographie aérienne d'Assainvillers bombardé, 1918.

## Politique et administration
| Période                                  | Période                       | Identité                         | Étiquette | Qualité                        |
| ---------------------------------------- | ----------------------------- | -------------------------------- | --------- | ------------------------------ |
| Les données manquantes sont à compléter. |                               |                                  |           |                                |
| 1793                                     | 1794                          | Charles Maurice Gaudissart       |           | Officier public.               |
| 1794                                     | 1795                          | Coffin                           |           |                                |
| 1795                                     | An VI                         | Charles Maurice Gaudissart       |           | Officier public.               |
| Les données manquantes sont à compléter. |                               |                                  |           |                                |
| 1800                                     | 1831                          | Nicolas Adrien Triboulet         |           | Cultivateur.                   |
| 1832                                     | 1837                          | Joseph Augustin Triboulet        |           | Cultivateur.                   |
| 1837                                     | 1843                          | Joseph François Lefebvre         |           | Propriétaire.                  |
| 1843                                     | 1848                          | Joseph Augustin Triboulet        |           | Cultivateur.                   |
| 1848                                     | 1871                          | Jules Alexandre Lefebvre         |           |                                |
| 1871                                     | 1886                          | Pierre Adrien Augustin Triboulet |           |                                |
| 1886                                     | 1912                          | Camille Triboulet                |           |                                |
| 1912                                     | 1919                          | Oscar Coffin                     |           | Propriétaire.                  |
| 1919                                     | 1925                          | Joseph Minard                    |           | Cultivateur.                   |
| 1925                                     | 1942                          | Henri Triboulet                  |           |                                |
| 1942                                     | 1945                          | Jean Thomas                      |           |                                |
| avant 1995                               | ?                             | Bernard Prud'homme               | DVD       |                                |
| mars 2001                                | 2008                          | Maryvonne Meerschman             |           |                                |
| Mars 2008                                | En cours (au 15 juillet 2020) | Xavier Dejaiffe                  |           | Réélu pour le mandat 2020-2026 |

## Démographie
L'évolution du nombre d'habitants est connue à travers les recensements de la population effectués dans la commune depuis 1793. Pour les communes de moins de 10 000 habitants, une enquête de recensement portant sur toute la population est réalisée tous les cinq ans, les populations de référence des années intermédiaires étant quant à elles estimées par interpolation ou extrapolation. Pour la commune, le premier recensement exhaustif entrant dans le cadre du nouveau dispositif a été réalisé en 2006.

En 2022, la commune comptait 134 habitants, en évolution de +17,54 % par rapport à 2016 (Somme : −1,26 %, France hors Mayotte : +2,11 %).
| 1793 | 1800 | 1806 | 1821 | 1831 | 1836 | 1841 | 1846 | 1851 |
| ---- | ---- | ---- | ---- | ---- | ---- | ---- | ---- | ---- |
| 260  | 257  | 273  | 226  | 230  | 253  | 268  | 287  | 286  |

| 1856 | 1861 | 1866 | 1872 | 1876 | 1881 | 1886 | 1891 | 1896 |
| ---- | ---- | ---- | ---- | ---- | ---- | ---- | ---- | ---- |
| 270  | 276  | 279  | 307  | 302  | 322  | 320  | 295  | 264  |

| 1901 | 1906 | 1911 | 1921 | 1926 | 1931 | 1936 | 1946 | 1954 |
| ---- | ---- | ---- | ---- | ---- | ---- | ---- | ---- | ---- |
| 268  | 263  | 191  | 106  | 202  | 184  | 154  | 150  | 146  |

| 1962 | 1968 | 1975 | 1982 | 1990 | 1999 | 2006 | 2011 | 2016 |
| ---- | ---- | ---- | ---- | ---- | ---- | ---- | ---- | ---- |
| 165  | 159  | 103  | 110  | 134  | 157  | 161  | 133  | 114  |

| 2021 | 2022 | - | - | - | - | - | - | - |
| ---- | ---- | - | - | - | - | - | - | - |
| 124  | 134  | - | - | - | - | - | - | - |

## Économie
Tout au long du XIXe siècle, la famille Triboulet travailla au développement d'une importante exploitation agricole qui, à la fin des années 1880, comptait 545 hectares de terres, 500 brebis, 250 agnelles, 120 bœufs et 40 chevaux d'attelage. Pierre Adrien Triboulet (Assainvillers, 1829-1890) se vit attribuer le grade de chevalier de la Légion d'honneur en 1869 après avoir été lauréat de la prime d'honneur au concours régional agricole d'Amiens en 1867.
La ferme, totalement détruite en 1918, ne se releva jamais de ses ruines.

## Culture locale et patrimoine

### Lieux et monuments
- Église Saint-Denis, du XVIe siècle, remaniée. Son clocher est entièrement couvert en pierre.
- Monument aux morts de la Première Guerre mondiale, reconstruit après les outrages de l'armée allemande.

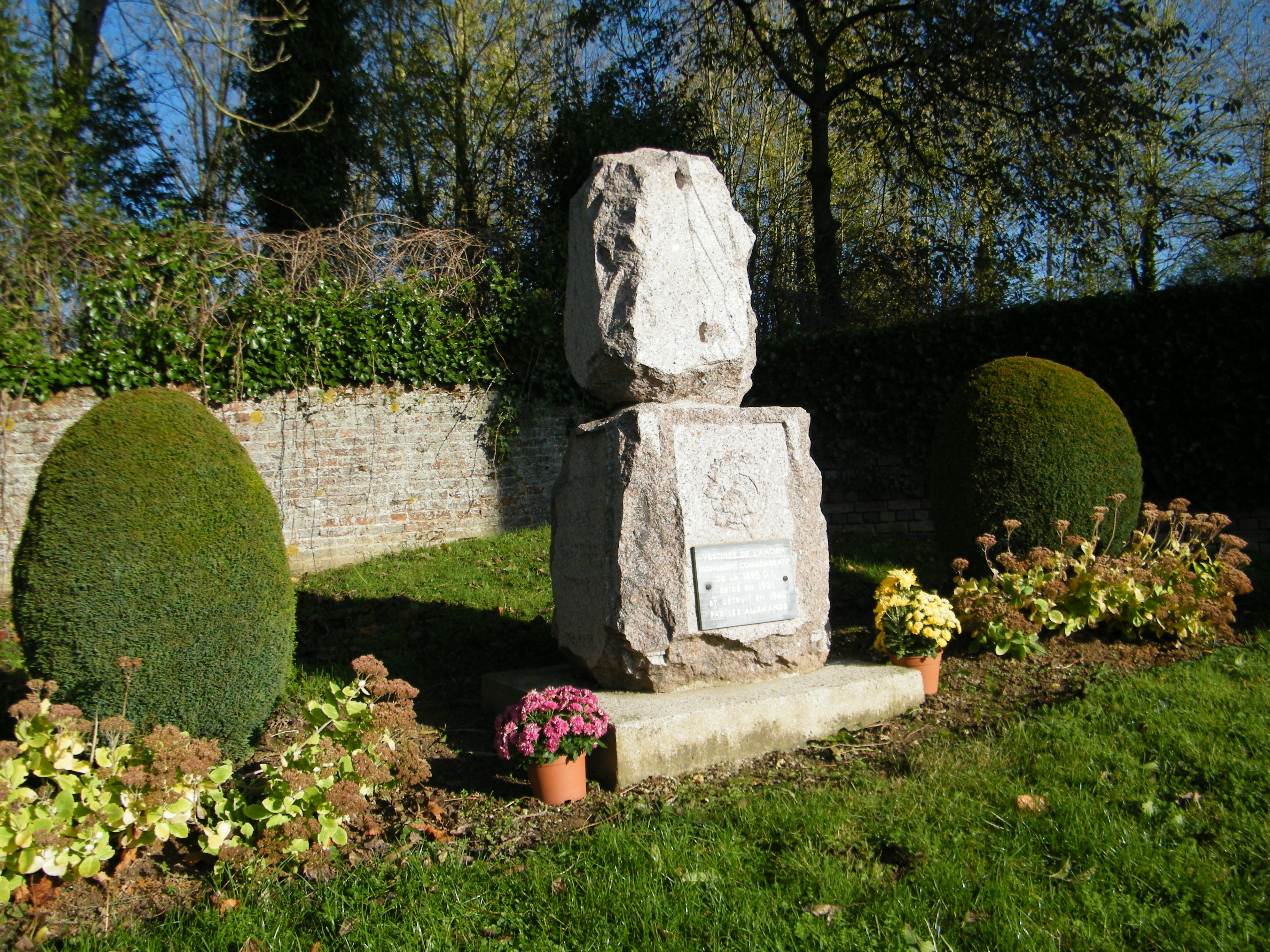
Monument 1914-1918.
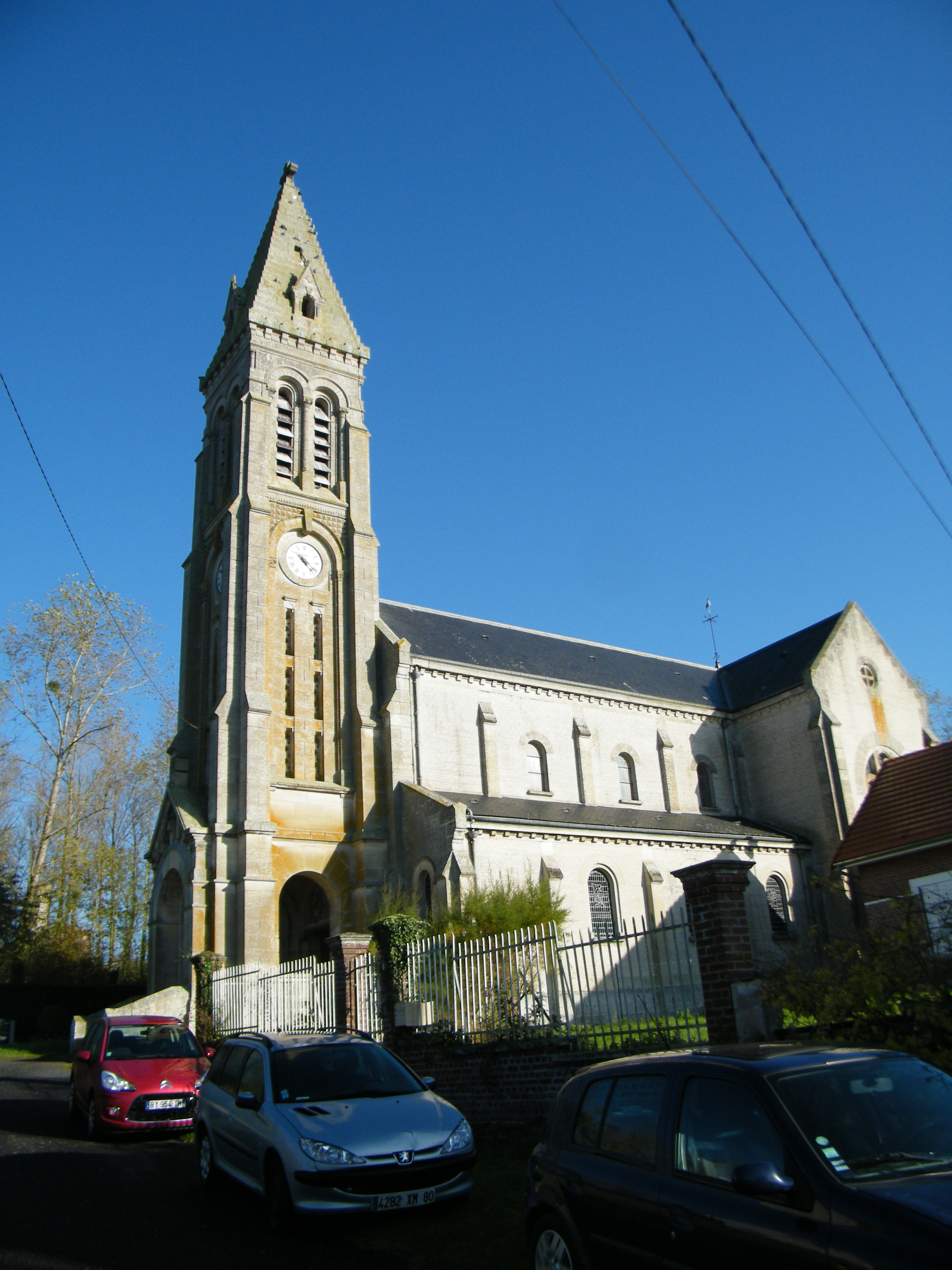
Saint-Denis.
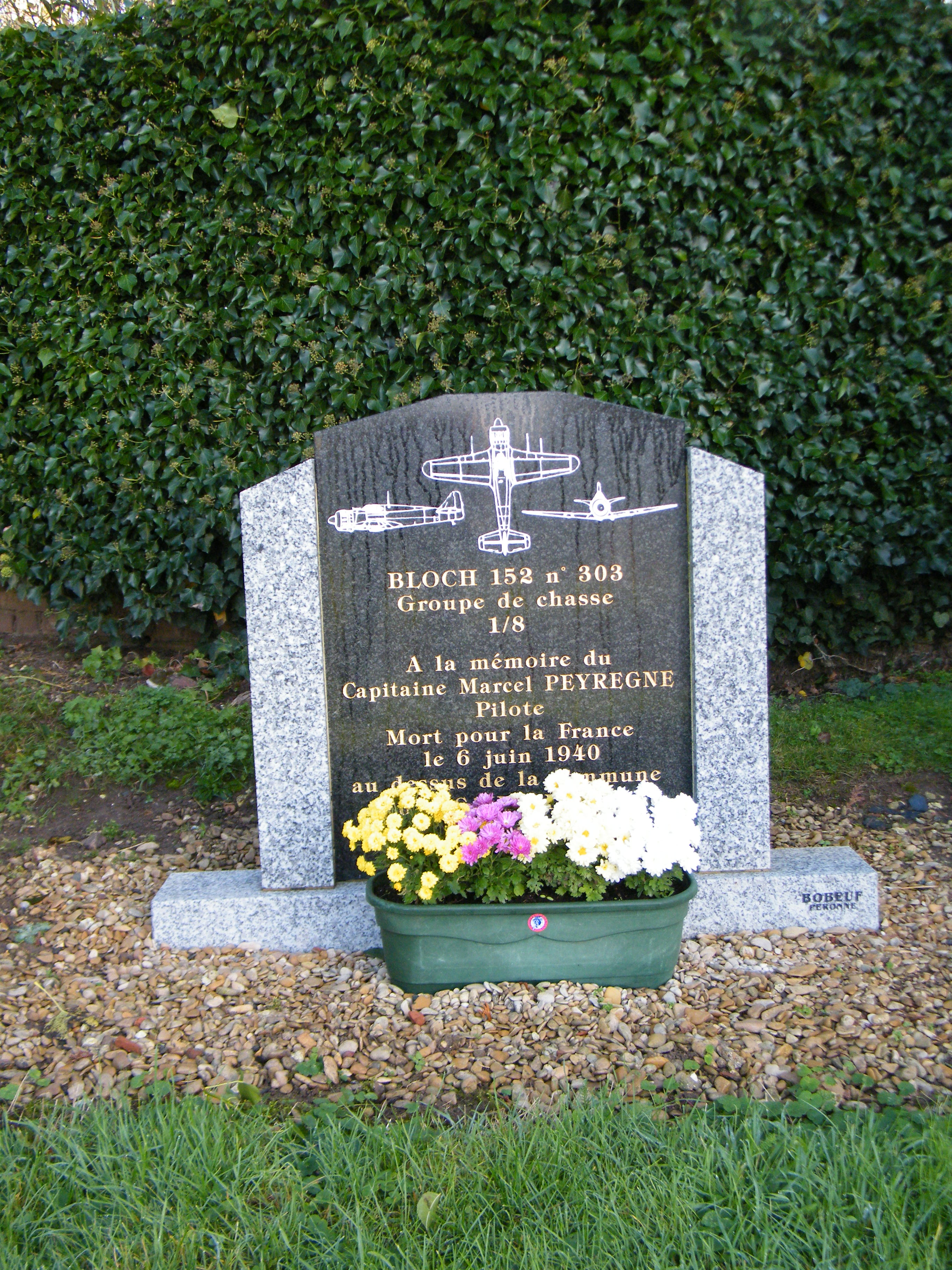
Stèle 1939-1945.
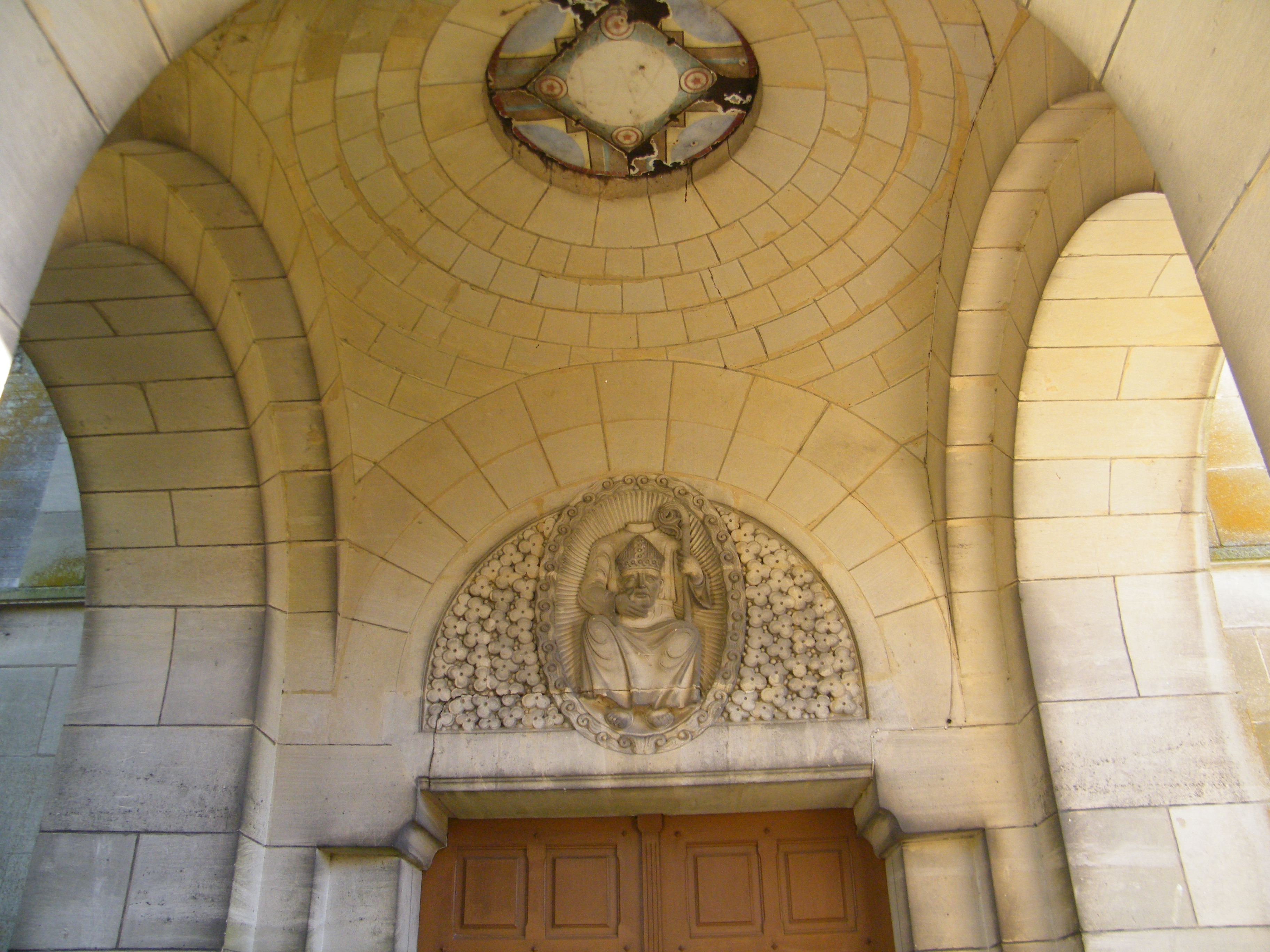
Détail, à l'entrée de l'église.